# تعليم الفلسفة
تعليم الفلسفة هو ممارسة تدريس وتعلم الفلسفة جنبًا إلى جنب مع البحث العلمي المرتبط بها. وهو ليس بمصطلح فلسفة التربية، ولا الدراسة الفلسفية للتربية بشكل عام.

## المناهج النظرية لتعليم الفلسفة
تمت مناقشة الأسئلة النظرية المتعلقة بتدريس الفلسفة في المدرسة على الأقل منذ إيمانويل كانط وجورج فيلهلم فريدريش هيغل. أدى الجدل الحديث في ألمانيا في السبعينيات إلى ظهور مقاربتين متنافستين: النهج التقليدي الأكثر توجهًا نحو النص من قبل وولف ريفوس والنهج الأكثر حداثة والذي يركز على الحوار من قبل إيكيهارد مارتينز. تم تطوير مناهج أحدث بواسطة كاريل فان دير ليو وبيتر موسترت وكذلك رولاند هينكه. يمكن العثور على فجوة مماثلة بين التقليديين والحداثيين في فرنسا، مع المؤيدين جاك موغليوني وجاكلين روس من جهة وفرانس رولين وميشيل توزي من جهة أخرى. في إيطاليا، يتجه تعليم الفلسفة تاريخيًا بشكل تقليدي بمعنى تاريخ الأفكار. تتم مناقشة المشكلات النظرية لتعليم الفلسفة على مستوى الكلية والجامعة في مقالات في مجلة تدريس الفلسفة.